# Poecilimon harzi
Poecilimon harzi är en insektsart som beskrevs av Peshev 1980. Poecilimon harzi ingår i släktet Poecilimon och familjen vårtbitare. Inga underarter finns listade i Catalogue of Life.